# Akim Tamiroff
Akim Mikhailovich Tamiroff (Tiflis, 29 de octubre de 1899-Palm Springs, 17 de septiembre de 1972), conocido como Akim Tamiroff, fue un actor armenioestadounidense. Ganó el primer Globo de Oro al mejor actor de reparto, fue nominado dos veces al Óscar al mejor actor de reparto y apareció en al menos ochenta películas estadounidenses en una carrera que abarcó más de tres décadas.[cita requerida]

## Biografía
Nacido en Tiflis, Georgia, era de origen armenio. Aprendió interpretación en el Teatro de Arte de Moscú. Llegó a los Estados Unidos en 1923 durante una gira con dicho teatro, y decidió quedarse en el país, optando por desarrollar una carrera como actor en Hollywood, a pesar de su fuerte acento ruso.
El debut cinematográfico de Tamiroff llegó en 1932 con un papel sin aparecer en los créditos en el filme Okay, America!. En 1933 trabajó en la película La reina Cristina de Suecia, protagonizada por Greta Garbo. Trabajó en varios títulos más, siempre sin acreditar, hasta 1935, cuando actuó como coprotagonista en The Lives of a Bengal Lancer (Tres lanceros bengalíes). Al año siguiente fue escogido para actuar en The General Died at Dawn (El general murió al amanecer), película por la que fue nominado al Oscar al mejor actor secundario. También actuó en el musical de 1937 High, Wide, and Handsome (La furia del oro negro) y en el filme de 1938 Dangerous to Know, junto a Anna May Wong.
En la década siguiente participó en películas tales como The Buccaneer (Corsarios de Florida) (1938), The Great McGinty (1940), The Corsican Brothers (Justicia corsa) (1941), Tortilla Flat (1942), Five Graves to Cairo (Cinco tumbas al Cairo) (1943), For Whom the Bell Tolls (Por quien doblan las campanas) (1943), por la cual recibió otra nominación al Oscar para el mejor actor secundario, y The Miracle of Morgan's Creek (1944). En años posteriores Tamiroff intervino en Anastasia (1956), con Ingrid Bergman, Ocean's Eleven (1960) y Topkapi (1964).
Trabajó bajo la dirección de Orson Welles en Mr. Arkadin (1955), Touch of Evil (1958) y El proceso (1962), e interpretó a Sancho Panza en su versión inconclusa del Quijote, estrenada en 1992.
Tamiroff estuvo casado con Tamara Shayne, matrimonio que duró hasta el fallecimiento de él en Palm Springs (California) en 1972 a causa de un cáncer.
Akim Tamiroff tiene una estrella en el Paseo de la Fama de Hollywood, en el 1634 de Vine Street.

## Filmografía parcial
| - Okay, America! (1932) (debut sin aparecer en los créditos) - La reina Cristina de Suecia (1933) (sin créditos) - The Scarlet Empress (1934) (sin créditos) - The Merry Widow (La viuda alegre) (1934) (sin créditos) - The Lives of a Bengal Lancer (Tres lanceros bengalíes) (1935) - Naughty Marietta (1935) - China Seas (Mares de China) (1935) - The Big Broadcast of 1936 (1935) - The Story of Louis Pasteur (1936) - Desire (1936) - Anthony Adverse (1936) - The General Died at Dawn (El general murió al amanecer) (1936) - High, Wide, and Handsome (La furia del oro negro) (1937) - The Buccaneer (Corsarios de Florida) (1938) - Dangerous to Know (Lobos del Norte) (1938) - Spawn of the North (1938) - Union Pacific (Unión Pacífico) (1939) - The Way of All Flesh (1940) - The Great McGinty (1940) - Northwest Mounted Police (Policía Montada del Canadá) (1940) - The Corsican Brothers (Justicia corsa) (1941) - Tortilla Flat (La vida es así) (1942) | - Five Graves to Cairo (Cinco tumbas al Cairo, 1943) - For Whom the Bell Tolls (Por quien doblan las campanas) (1943) - The Miracle of Morgan's Creek (1944) - The Bridge of San Luis Rey (El puente de San Luis Rey) (1944) - Dragon Seed (Estirpe de dragón, 1944) - Can't Help Singing (1944) - Mr. Arkadin (1955) - The Black Sleep (1956) - Anastasia (1956) - Yangtse Incident (1957) - Touch of Evil (1958) - Me and the Colonel (1958) - Ocean's Eleven (1960) - Romanoff and Juliet (1961) - The Reluctant Saint (El hombre que no quería ser santo) (1962) - Topkapi (1964) - Lord Jim (1965) - Alphaville (1965) - Hotel Paradiso (1966) - Lt. Robin Crusoe, U.S.N. (El teniente Robinson) (1966) - After the Fox (1966) - The Vulture (El Buitre) (1967) (Prof. Hans Koniglich) |

## Premios y distinciones
Premios Óscar
| Año  | Categoría              | Película                      | Resultado |
| ---- | ---------------------- | ----------------------------- | --------- |
| 1937 | Mejor Actor de Reparto | El general murió al amanecer  | Nominado  |
| 1944 | Mejor Actor de Reparto | Por quién doblan las campanas | Nominado  |